# Into the Genuine
Pour plus de détails, voir Fiche technique et Distribution.
Into the Genuine est un film muet américain réalisé par Lem B. Parker et sorti en 1912.

## Fiche technique
- Titre : Into the Genuine
- Réalisation : Lem B. Parker
- Scénario : K.D. Langley
- Producteur :  William Selig
- Société de production : Selig Polyscope Company
- Société de distribution : General Film Company
- Pays d'origine :  États-Unis
- Langue : Anglais
- Format : Noir et blanc — 35 mm — 1,33:1 — Muet
- Genre : Film dramatique
- Durée : 10 minutes
- Dates de sortie : 
  -  États-Unis : 19 septembre 1912

## Distribution
- Carl Winterhoff : Bob Manners
- Winifred Greenwood : Nellie Morgan, la fille du chasseur
- Adrienne Kroell : Margery Blackburn
- Rose Evans : Mrs. Blackburn, la mère de Margery
- Margaret Melville : Mrs. Manners, la mère de Bob
- John Lancaster : Hank Morgan, le chasseur
- Joseph Hazelton : Silas Blackburn, le père de Margery
- W. Fontinelle : Jack Hendry
- Seymour Rose : George Roberts
- George Barry : le caissier de banque
- Joseph Ransome : le caissier payeur